# Zeca (calciatore 1997)
Zeca, pseudonimo di José Joaquim de Carvalho (Salvador, 6 marzo 1997), è un calciatore brasiliano, attaccante dello Shandong Taishan.

## Carriera
Nato a Salvador, è cresciuto nel settore giovanile del Bahia. Nella stagione 2016 viene ceduto in prestito allo Ypiranga-BA, nella seconda divisione statale di Bahia. In seguito ha giocato per un anno nelle giovanili del Vitória.
Nel 2017 viene acquistato dal Boavista, con cui trascorre due stagioni con la squadra riserve. Nel 2019 fa ritorno in patria, nelle file del Goiás, dove inizialmente viene aggregato alla formazione Under-23.
Promosso in prima squadra per la stagione 2020, ha esordito in Série A il 12 agosto dello stesso anno, subentrando a Vinícius Lopes nell'incontro perso per 1-2 contro l'Athletico Paranaense. Dopo altre due presenze in campionato, è passato in prestito al Criciúma in Série C.
Il 17 febbraio 2021 viene acquistato a titolo definitivo dall'Oeste, altro club della terza divisione brasiliana. Impiegato con una certa regolarità, il 29 settembre viene acquistato dal Londrina, militante in Série B , contribuendo alla salvezza del club grazie alle sue cinque reti.
Il 31 dicembre 2021 si trasferisce al Mirassol. Il 27 marzo 2022, dopo aver totalizzato 11 presenze e sei reti in campionato, passa in prestito ai sudcoreani del Daegu fino alla fine dell'anno.

## Statistiche

### Presenze e reti nei club
Statistiche aggiornate al 6 gennaio 2023.
| Stagione            | Squadra           | Campionato        | Campionato | Campionato | Coppe nazionali | Coppe nazionali | Coppe nazionali | Coppe continentali | Coppe continentali | Coppe continentali | Altre coppe | Altre coppe | Altre coppe | Totale | Totale |
| Stagione            | Squadra           | Comp              | Pres       | Reti       | Comp            | Pres            | Reti            | Comp               | Pres               | Reti               | Comp        | Pres        | Reti        | Pres   | Reti   |
| ------------------- | ----------------- | ----------------- | ---------- | ---------- | --------------- | --------------- | --------------- | ------------------ | ------------------ | ------------------ | ----------- | ----------- | ----------- | ------ | ------ |
| 2016                | Ypiranga-BA       | SD/BA             | 5          | 2          |                 | -               | -               |                    | -                  | -                  |             | -           | -           | 5      | 2      |
| 2017-2018           | Boavista B        | 4D                | 14         | 3          |                 | -               | -               |                    | -                  | -                  |             | -           | -           | 14     | 3      |
| 2018-2019           | Boavista B        | 4D                | 25         | 13         |                 | -               | -               |                    | -                  | -                  |             | -           | -           | 25     | 13     |
| Totale Boavista B   | Totale Boavista B | Totale Boavista B | 39         | 16         |                 | -               | -               |                    | -                  | -                  |             | -           | -           | 39     | 16     |
| lug.-dic. 2019      | Goiás             | A                 | -          | -          | CB              | -               | -               |                    | -                  | -                  | CV          | 2           | 0           | 2      | 0      |
| gen.-set. 2020      | Goiás             | PD/GO+A           | 1+3        | 0          | CB              | 0               | 0               | CS                 | 0                  | 0                  |             | -           | -           | 4      | 0      |
| Totale Goiás        | Totale Goiás      | Totale Goiás      | 4          | 0          |                 | 0               | 0               |                    | 0                  | 0                  |             | 2           | 0           | 6      | 0      |
| set. 2020-gen. 2021 | Criciúma          | C                 | 8          | 0          | CB              | -               | -               |                    | -                  | -                  |             | -           | -           | 8      | 0      |
| feb.-set. 2021      | Oeste             | A2/SP+C           | 13+14      | 3+1        |                 | -               | -               |                    | -                  | -                  |             | -           | -           | 27     | 4      |
| set.-dic. 2021      | Londrina          | A1/PR+B           | 0+10       | 0+5        |                 | -               | -               |                    | -                  | -                  |             | -           | -           | 10     | 5      |
| gen.-mar. 2022      | Mirassol          | A1/SP             | 11         | 6          | CB              | 2               | 0               |                    | -                  | -                  |             | -           | -           | 13     | 6      |
| mar.-dic. 2022      | Daegu             | KL1               | 25+3       | 6+1        | CCS             | 3               | 2               | ACL                | 7                  | 7                  |             | -           | -           | 38     | 16     |
| Totale carriera     | Totale carriera   | Totale carriera   | 132        | 40         |                 | 5               | 2               |                    | 7                  | 7                  |             | 2           | 0           | 146    | 49     |